# Jozef Luňáček
Jozef Vincent-Hugolín Luňáček (Csákóc, 1844. március 3. – Korpona, 1911. november 7.) szlovák tanár, történész, paleontológus, természettudós.

## Élete
1866-tól Unyadon, 1873-tól Kormosón lett tanár. Utóbbi helyen szolgált akkor Andrej Kmeť plébánosként. 1875-1894 között Felsőesztergályon volt tanító. 1894-ben Csábrágon kántor, majd 1905-ig Saskőváralján tanított, de Kövesmocsáron is lakott. Nyugdíjas éveit Korponán töltötte.
Andrej Kmeť tanítványaként fosszíliákat és ásványokat gyűjtött, melyeket Prágába, illetve Bécsbe küldött múzeumokba és geológiai intézetekbe. 1884-től a bécsi Birodalmi Geologógiai Intézet levelező tagja lett. 1884-től a Magyar Természettudományi Társaság, valamint 1888-tól a Magyar Földtani Társaság tagja. A Szlovák Muzeális Társaság tagsága iránt is érdeklődött.
A 20. század második felében a turócszentmártoni Nemzeti Sírkertbe helyezték át hamvait. Andrej Kmeť hagyatékában 27 levele maradt fenn. Már 1895-ben említés tesz bennük a saskő vári régészeti leleteiről.

## Emléke
- Felsőesztergály emléktábla
- 2008 Saskőváralja emléktábla

## Művei
- 1893 Moje výlety do prírody a výskumy v chotáre horno-struhárskom a okolí. Tovaryšstvo I, 254-268.